# Ronald Allen Harris
Ronald Allen "Ronnie" Harris, född 8 februari 1947 i Detroit, död 31 december 1980 i Detroit, var en amerikansk boxare.
Harris blev olympisk bronsmedaljör i lättvikt i boxning vid sommarspelen 1964 i Tokyo.